# Волошкани (Вранча)
Волошкани (рум. Voloșcani) насеље је у Румунији у округу Вранча у општини Видра. Oпштина се налази на надморској висини од 263 m.

## Становништво
Према подацима из 2002. године у насељу је живело 373 становника, од којих су сви румунске националности.